# Christian Mildenberger
Christian Mildenberger (* 10. Juli 1984 in Mannheim-Neckarau) ist ein Lobbyist im Bereich Erneuerbare Energien und ehemaliger deutscher Politiker (CDU).

## Ausbildung und Beruf
Mildenberger ist gelernter Kfz-Elektriker. Seine Ausbildung schloss er 2005 bei Mercedes-Benz in Mannheim ab. Nach dem Fachabitur absolvierte er einen Bachelor of Science im Studiengang Wirtschaftsingenieurwesen sowie einen Master of Science mit Schwerpunkt Energiewirtschaft an der Hochschule Mannheim.
Beim badischen Solarprojektierer Wirsol verantwortete Mildenberger von 2012 bis 2014 den Bereich technische Kommunikation. Ab 2014 arbeitete er als Projektmanager bei StoREgio Energiespeichersysteme e.V.
Von Oktober 2019 bis März 2024 war Mildenberger Geschäftsführer des Landesverbandes Erneuerbare Energien NRW mit Sitz in Düsseldorf. Seit April 2024 ist er Geschäftsführer der Landesgesellschaft für Energie und Klimaschutz NRW.Energy4Climate.

## Politische Karriere
2003 trat Mildenberger in die Junge Union ein, wo er sich unter anderem in der Energiekommission engagierte und Mitglied des Landesvorstands der Jungen Union Baden-Württemberg wurde. Während seines Studiums war er Stipendiat der Konrad-Adenauer-Stiftung.
Nach Stationen als Kreisgeschäftsführer der CDU Karlsruhe, Bezirksgeschäftsführer der CDU Nordbaden und im Landesfachausschuss für Umwelt- und Energiepolitik der CDU Baden-Württemberg, wurde Mildenberger 2017 Landesgeschäftsführer der CDU Baden-Württemberg. Dieses Amt hatte er bis 2019 inne.

### Energiepolitik und Klimaschutz
In seiner Heimat Brühl sitzt Mildenberger im Aufsichtsrat der Gemeindewerke. Als Gemeinderat (2009–2020) hat er sich für eine nachhaltige Energieversorgung eingesetzt. Dazu gehörte unter anderem sein erfolgreiches Engagement für den Rückkauf des Stromnetzes durch die Gemeindewerke, um eine direkte Bürgerbeteiligung zu ermöglichen.
Als Teil einer politischen Delegation reiste Mildenberger 2018 nach Burkina Faso, um die „Klimapartnerschaft“ seiner Heimatgemeinde mit dem Dorf Dourtenga auszuarbeiten.
An der PH Heidelberg war Mildenberger als Lehrbeauftragter für den Bereich Energie und Produktionstechnik zuständig.
Im Kreis Olpe unterstützte Mildenberger ab 2021 die Bemühungen zur Gründung einer Energiegenossenschaft, um den Bau und Betrieb von Photovoltaikanlagen auf bislang ungenutzten Dachflächen voranzutreiben.
Im Januar 2021 gründete Mildenberger die Initiative Wohlstandsmotor Neue Energie e.V.

### Politische Position
Im Interview mit Deutschlandfunk sprach Mildenberger sich 2021 im Zuge der nationalen Wasserstoffstrategie gegen den Import und für die Nutzung der heimischen Potenziale sowie den Ausbau der Produktion von grünem Wasserstoff in Deutschland aus.
Mildenberger hat im Januar 2021 eine Solardachpflicht für neue Häuser in NRW gefordert. Er tritt gegen die von der Landesregierung geplanten restriktiven Abstandsvorgaben von 1000 Metern für Windenergieanlagen ein, durch die das „Zugpferd der Energiewende“ geopfert werden würde.

## Veröffentlichungen
- Eckerle, Peter u. Mildenberger, Christian, „Innovative Geschäftsmodelle für Stadtwerke“. In: Böttcher, Jörg u. Nagel, Peter [Hrsg.], Batteriespeicher: Rechtliche, technische und wirtschaftliche Rahmenbedingungen, Berlin 2018, ISBN 978-3-11-045577-9
- Mildenberger, Christian, “Solare Baupflicht – Ein wichtiger Beitrag zur Beschleunigung der Energiewende”. In: PV Magazine, 1. April 2021[11]